# Wilhelm Mayer (Politiker, 1874)

Wilhelm Mayer

Wilhelm Mayer (* 18. November 1874 in Enkenbach; † 6. März 1923 in München) war ein deutscher Politiker (Zentrum, BVP).

## Leben und Beruf
Nach dem Besuch der Volksschule in Enkenbach wechselte Mayer, der römisch-katholischen Glaubens war, auf das Gymnasium nach Kaiserslautern, wo er das Abitur ablegte. Anschließend studierte er Rechts- und Staatswissenschaften in Heidelberg, Würzburg und München. In Würzburg wurde er 1898 zum Doktor der politischen Wissenschaften promoviert. In München bestand er 1900 den „juristischen Staatskonkurs“, wie das zweite Staatsexamen in Bayern damals genannt wurde.
Von Februar 1920 bis Januar 1923 war Mayer deutscher Botschafter in Frankreich. Er wurde aus Protest gegen den Einmarsch der Franzosen in das Ruhrgebiet von Reichspräsident Friedrich Ebert abberufen.
Wilhelm Mayer war der Vater der CSU-Politikerin Maria Probst (1902–1967).

## Partei
Mayer gehörte ursprünglich dem Zentrum an. Als sich der bayerische Landesverband am 9. Januar 1920 abspaltete, beteiligte sich auch Mayer an der Gründung der neuen Bayerischen Volkspartei.

## Abgeordneter
Seit 1907 gehörte Mayer dem Reichstag an, er vertrat dort bis zum Ende des Kaiserreiches den Wahlkreis Schwaben 5 (Kaufbeuren). Bis zu seiner Mandatsniederlegung am 17. Februar 1920 war er Mitglied der Weimarer Nationalversammlung. Von der Wahl des ersten Reichstages der Weimarer Republik bis zu seinem Tode war er erneut Reichstagsabgeordneter.

## Öffentliche Ämter
Vom 21. Juni 1919 bis zum 30. Januar 1920 war Mayer Reichsschatzminister im Kabinett Bauer.

## Nachlass
- Ein Nachlass mit insgesamt 8 Bänden findet sich im Archiv des Instituts für Zeitgeschichte unter der Signatur ED 367.[2]